# Goliathus regius
Goliathus regius és una espècie de coleòpter que pertany a la família Scarabaeidae. L'espècie és present en diferents països de l'Àfrica tropical occidental com ara Burkina Faso, Ghana, Costa d'Ivori, Nigèria i Sierra Leone.

## Descripció
Goliathus regius és molt similar al Goliathus goliatus tant en caràcters estructurals com en color. És una de les espècies més grosses del gènere Goliathus, amb una longitud corporal d'entre 50 i 110 mil·límetres en mascles. El cos és ampli i pla. L'èlitre és blanquinós amb un patró complex de marques negres i el protòrax (escut toràcic) té una gran franja longitudinal negra. El cap presenta el banyam en forma de Y en mascles, usada en enfrontaments amb altres mascles. Les cames són llargues, potents i de color negre. Les femelles tenen dues espigues punxegudes a l'exterior de les tibies. Malgrat el seu cos gros, aquests escarabats volen bé. Tenen un parell d'ales secundàries gran i membranoses. Quan no s'utilitzen, aquestes ales queden completament plegades per sota de l'èlitre. Aquests escarabats s'alimenten principalment de saba i fruits.

## Cicle de vida
Les larves viuen al sòl i necessiten una dieta rica en proteïnes, ja que creixen molt ràpidament. En captivitat, poden alimentar-se de menjar comercial per a gats i gossos. Fins i tot en condicions òptimes, les larves necessiten aproximadament 4 mesos per madurar completament, la qual cosa correspon ' la durada de la temporada de pluges dels seus hàbitats originals. Les larves poden arribar a tenir una longitud d'uns 130 mil·límetres i un pes d'uns 100 grams. Quan s'arriba a la mida màxima, la larva construeix una cambra pupal en la qual tindrà lloc la metamorfosi. En aquesta etapa passen la major part de l'estació seca. L'adult no apareix fins després de l'arribada de les pluges. En captivitat, els adults poden viure més d'un any, però en la vida salvatge l'esperança de vida és, probablement, més curta.

## Galeria

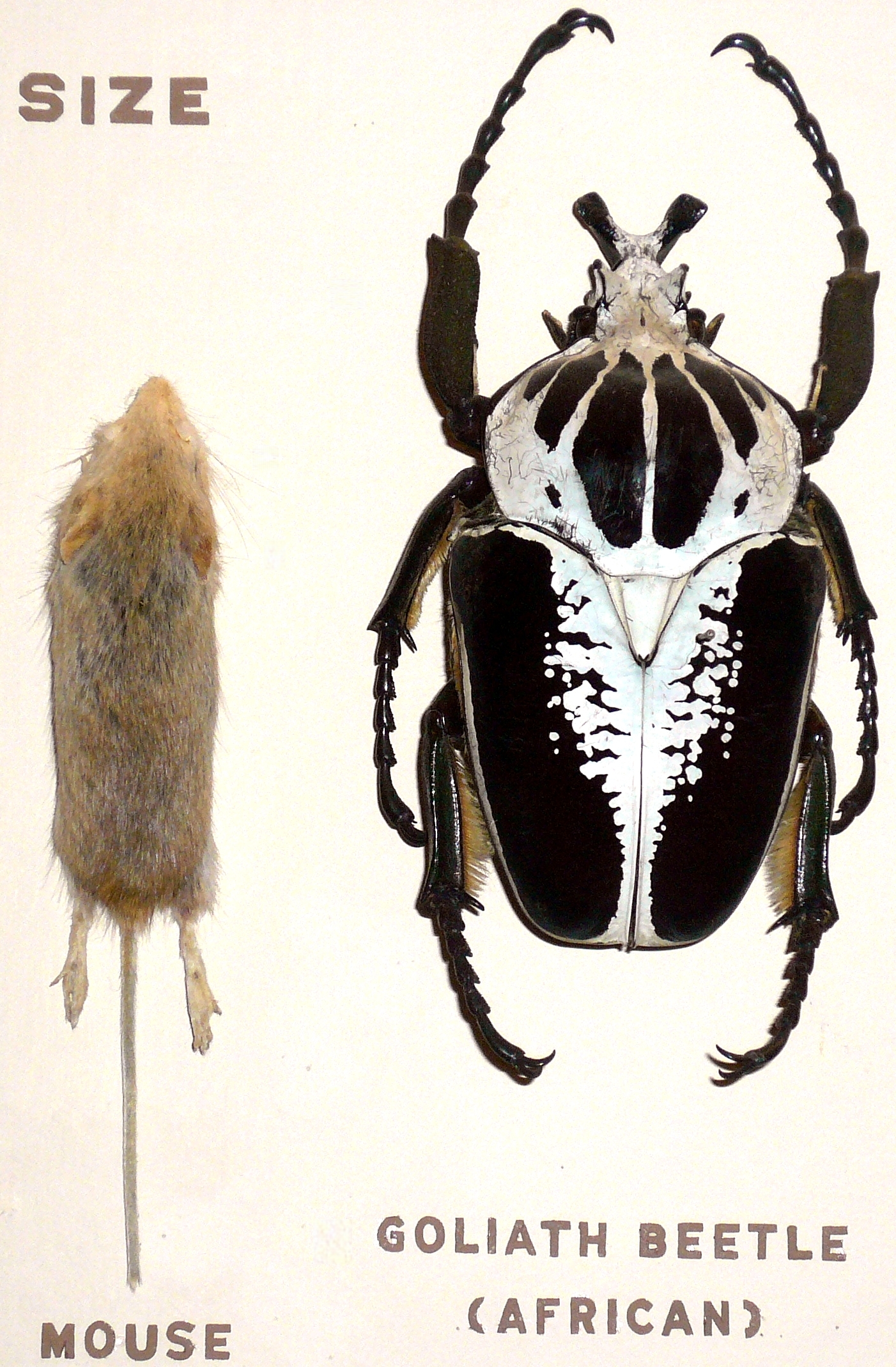
Goliatus regius, comparació amb un ratolí.
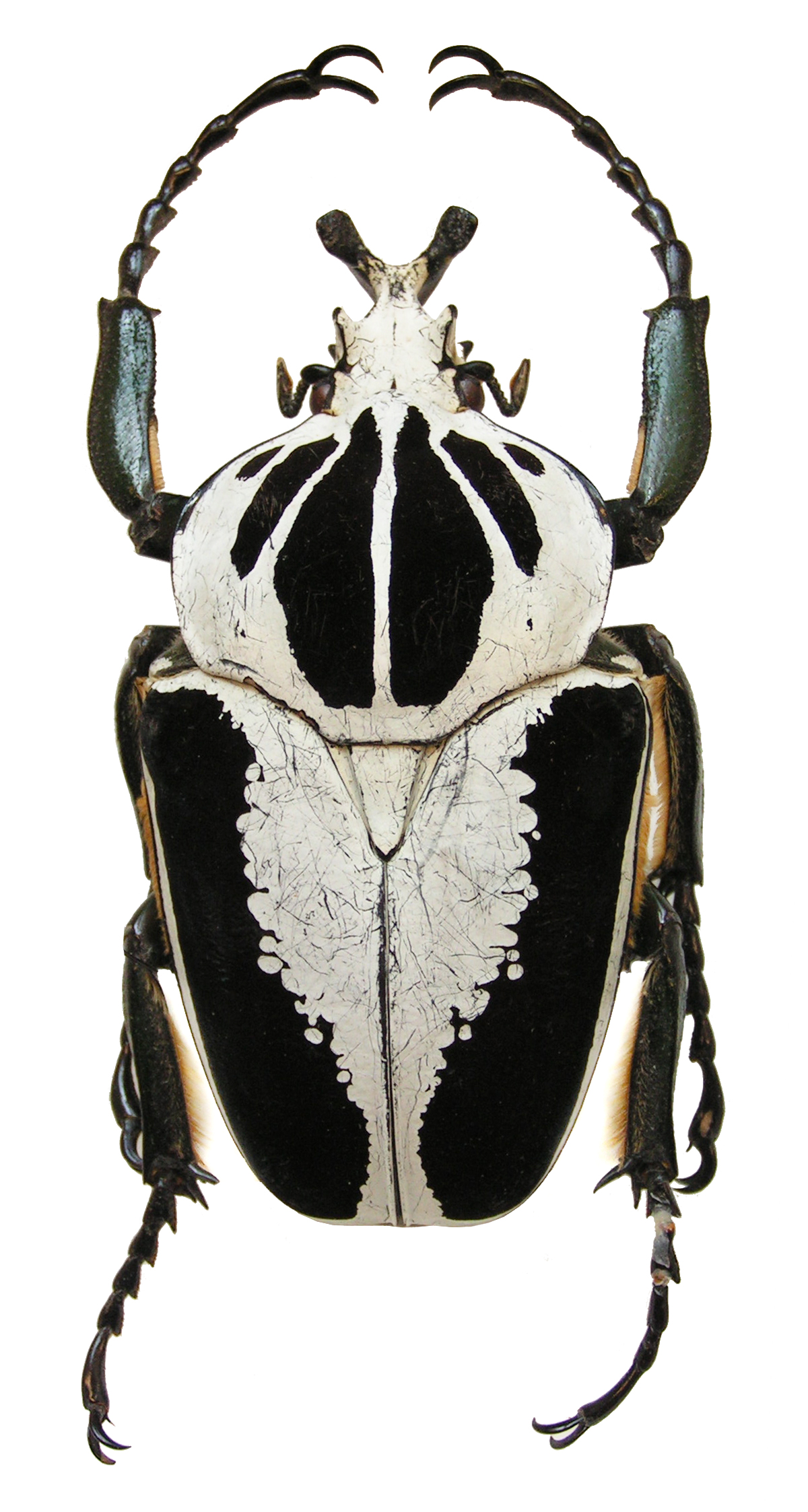
Mascle
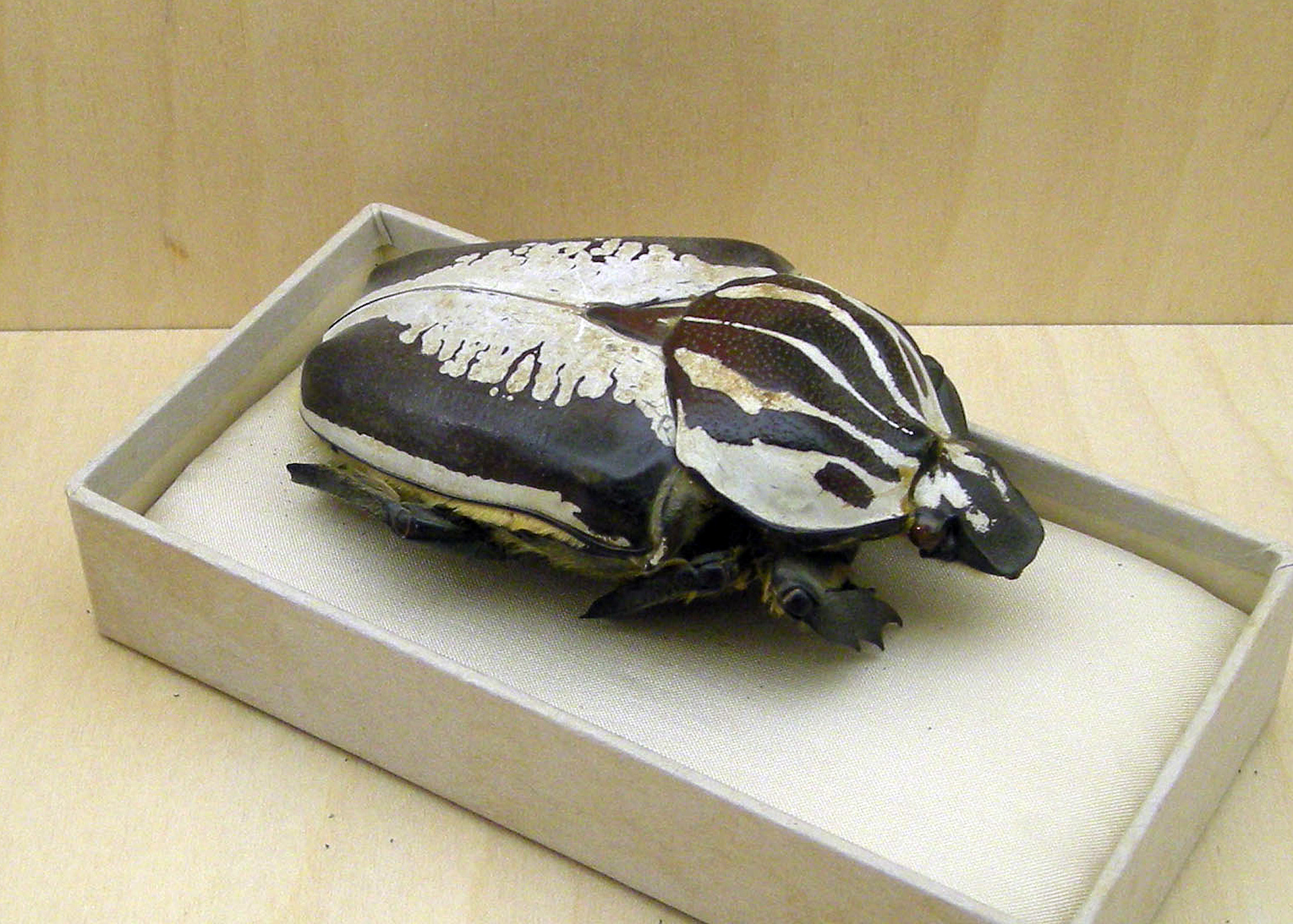